# Человек, изменивший свой разум
«Человек, изменивший свой разум» (англ. The Man Who Changed His Mind, также известен под названиями The Brainsnatcher и The Man Who Lived Again) — британский научно-фантастический фильм ужасов 1936 года.

## Сюжет
Доктор Лоренц, некогда почтенный учёный, на закате лет занялся изучением души и разума в уединённом особняке. Ему помогают ассистентка Клэр и инвалид Клейтон. Научное сообщество не приемлет работ учёного и тогда тот начинает использовать свои разработки в личных корыстных интересах. Он переносит сознание хромого Клейтона в тело здорового богатого лорда Хэслвуда. Теперь дела идут значительно лучше, нет проблем с финансированием, и Лоренц решает обольстить Клэр. Для этого он хочет перенести своё сознание в тело молодого Дика Хэслвуда, сына лорда, но у него не получается скрыть свою огромную потребность в никотине: ведь молодой человек не курит.
Ситуация складывается так, что Лоренц убивает Клейтона, заключённого в теле лорда, и смертная казнь грозит его сыну, Дику, находящемуся теперь в теле Лоренца.
Узнав правду, Клэр и её друг доктор Грэттон возвращают разум Лоренца в настоящее тело, но Дик в теле доктора выбросился из окна, и доктор Лоренц в своём теле вскоре умирает, осознав, что с чужими душами нельзя играть как с игрушками.

## В ролях
- Борис Карлофф — доктор Лоренц
- Анна Ли — доктор Клэр Вьятт
- Джон Лодер — Дик Хэслвуд
- Фрэнк Селье[англ.] — лорд Хэслвуд
- Дональд Кэлтроп[англ.] — Клейтон
- Сесил Паркер[англ.] — доктор Грэттон
- Лин Хардинг[англ.] — профессор Холлоуэй